# Pedro de Candia
Pedro de Candia (Pietro de Cândia) (Creta, 1485 (presunto) – Chupas, 16 settembre 1542) è stato un condottiero greco naturalizzato spagnolo.

## Biografia
Fu esploratore e capitano della Regia Marina Spagnola, uno dei primi conquistatori dell'impero degli Inca.
Nato nel Regno di Candia (Creta), alla morte dei suoi progenitori per l'attacco degli Ottomani all'isola di Creta, Pedro (nato Pietro) si trasferì in Italia, a Castelnuovo, dove fu allevato dallo zio materno di stirpe aragonese e successivamente si recò in Spagna.

## Prime spedizioni
Giunto a Panama con il Governatore Pedro de los Rios si arruolò nella spedizione di Diego de Almagro e Francisco Pizarro e, da allora, la sua sorte rimase, per sempre, legata a quella dei due avventurieri.
Fu uno dei tredici compagni di Pizarro che si rifiutarono di abbandonare la spedizione nel sud del continente, malgrado gli ordini contrari del Governatore di Panama e questa sua ostinazione gli valse, successivamente, la nomina a "hidalgo" da parte della Corona.
In occasione del primo arrivo a Tumbez della sparuta compagnia di spagnoli, di cui faceva parte, si offerse di sbarcare, da solo, in avanscoperta, e redasse, al suo rientro, un quadro particolareggiato delle sue osservazioni, tracciando, su un panno di canapa, una mappa dettagliata della città. Per la verità, su questo avvenimento vennero tramandate anche alcune fantasiose rappresentazioni, secondo le quali Pedro de Candia avrebbe compito una serie di prodigi, ammansendo, addirittura, per impressionare gli indigeni, una tigre e un leone, leggi un giaguaro e un puma, ma a parte queste esagerazioni, resta la coraggiosa condotta dell'isolato esploratore. È dal suo resoconto, infatti, che Pizarro apprese la ricchezza della città, la magnificenza dei suoi templi e l'esistenza dei conventi delle vergini del Sole.
Pedro de Candia accompagnò il suo comandante in Spagna e illustrò agli scettici funzionari imperiali, in qualità di testimone oculare, la ricchezza della civiltà con cui aveva avuto contatto.

## La Conquista dell'impero degli Inca
All'atto della Conquista vera e propria, la sua capacità di padroneggiare le armi da fuoco gli valse la nomina a responsabile dell'artiglieria, compito che assolse con comprovata perizia. Fu lui che, nell'agguato di Cajamarca diresse il fuoco dei falconetti sulle compagini di Atahualpa, disorientandole e mettendole in fuga.
Nella divisione del riscatto del sovrano Inca ebbe una ragguardevole ricompensa, pari a 407 marcos de plata e 9.900 pesos de oro e si suppone che, nella raccolta del successivo bottino recuperato nel Cuzco, abbia avuto una parte altrettanto ragguardevole.
Per la fiducia che si era meritato fu nominato primo alcalde del Cuzco, carica tuttavia che lasciò ben presto ad altri più altolocati capitani.

## Spedizioni alla ricerca dell'Eldorado
Pedro de Candia non si compromise nella guerra civile che infiammò il Perù, in occasione della disputa tra Diego de Almagro e Hernando Pizarro. Quando quest'ultimo restò padrone del Cuzco, l'avventuriero greco chiese ed ottenne di tentare, per proprio conto e a proprie spese, una spedizione autonoma ad Est del Cuzco, verso il favoleggiato regno di Amabaya che, secondo i racconti di una india di sua fiducia, doveva essere ricchissimo. La spedizione si rivelò un disastro e le truppe spagnole, inoltratesi nell'afosa e mefitica giungla amazzonica, furono decimate dalle malattie e dagli indigeni selvaggi ed ostili che la abitavano.
Pedro de Candia aveva impegnato nelle sue illusioni tutte le ricchezze che aveva guadagnato, ma i suoi guai non dovevano terminare lì. Costretti al ritorno senza alcun profitto, alcuni dei suoi uomini, a sua insaputa, avevano deciso di ribellarsi al potere di Hernando Pizarro ed avevano inviato delle lettere ai loro amici rimasti in città. Questi messaggi furono intercettati ed Hernando, allarmato e furioso, andò incontro ai reduci con una vera e propria armata. I capi dei cospiratori vennero arrestati e tra quelli figurò anche Pedro de Candia. Una successiva inchiesta, conclusasi con l'impiccagione del maggiore responsabile, lo scagionò completamente, ma il capitano greco, si sentì oltraggiato e si distaccò per sempre dall'amicizia con i Pizarro.

## Guerre civile e sua morte
Quando i seguaci di Diego de Almagro vendicarono la morte del loro capo uccidendo il Marchese Francisco Pizarro e scatenarono una nuova guerra civile, Pedro de Candia si schierò con gli insorti.
La sua competenza, in fatto di artiglieria, era universalmente riconosciuta e fu a lui, infatti, che venne dato l'incarico di soprassedere alla fusione dei nuovi cannoni che avrebbero dovuto equipaggiare le armate dei Cileni, ossia dei seguaci di Almagro.
Degli esperti fonditori, greci per la totalità, impiegando, sotto la sua guida, una lega di argento, in mancanza di materiale appropriato, prepararono, a tempo di primato, delle nuove micidiali armi che vennero affidate alla sua cura.
L'esercito dei Cileni era ormai capitanato dal figlio di Almagro, detto Almagro il Giovane. Costui doveva confrontarsi con il nuovo Governatore, Vaca de Castro che rappresentava la Corona ed era alla guida di un imponente esercito. Le speranze degli insorti erano soprattutto basate sulla consistenza delle loro artiglierie che avrebbero potuto fare, da sole, la differenza e Pedro de Candia era, ovviamente, l'uomo più blandito, ma anche quello più controllato. Degli ambigui messaggi, vergati a suo nome, e indirizzati a Vaca de Castro erano stati intercettati, ma il giovane Almagro preferì considerarli una provocazione del nemico e mantenne il greco al suo posto.
Quando, il 16 settembre del 1542, nelle pianure di Chupas, scoppiò la battaglia definitiva, tutti gli occhi erano puntati sulle prestigiose bocche da fuoco dei Cileni. La fanteria di Vaca de Castro, magnificamente organizzata da Carbajal, detto dai suoi contemporanei il demonio delle Ande, avanzava implacabile e solo le salve sparate al suo indirizzo avrebbero potuto fermarla, ma i colpi risultavano alti. Almagro era certamente giovane, ma non poteva essere, così apertamente ingannato. Con poche falcate del cavallo raggiunse le batterie dei cannoni e, con un colpo di lancia, rovesciò il responsabile del tradimento. Pedro de Candia finì così la sua avventurosa vita che, dalle sponde del Mediterraneo lo aveva portato a conquistare uno dei più grandi imperi del mondo allora conosciuto.
Il giovane Almagro indirizzò personalmente il tiro dei cannoni e le sue salve, questa volta, scompaginarono le file nemiche, ma la sua giornata era ormai conclusa e, di lì a poco avrebbe scontato sul patibolo i suoi sogni di grandezza.